# Gerd Schmitz
Gerd Schmitz (* 7. Oktober 1943; † 9. August 1995) war ein deutscher Fußballspieler.

## Karriere
Gerd Schmitz absolvierte ein Spiel in der Bundesliga. Am 12. Spieltag der Saison 1966/67 stand er für Fortuna Düsseldorf bei der 0:4-Niederlage bei Eintracht Braunschweig auf dem Platz. In der Saison 1974/75 kam er dann noch zu einem Einsatz in der 2. Bundesliga für Alemannia Aachen im Spiel bei Arminia Bielefeld.